# Acacia bifaria
Acacia bifaria — вид квіткових рослин з родини бобових. Ареал: Австралія (Західна Австралія).

## Екологія
Він зустрічається серед угруповань маллі та лісів. Його часто можна знайти в глинистих, кам'янистих суглинках або піщаних ґрунтах на хвилястих рівнинах, низинних ділянках і на узбіччях доріг.

## Морфологічний опис
Це кущ розпростертий або напіврозпростертий часто куполоподібної форми. Зазвичай він виростає до 0.3–0.8 метра у висоту і 2 метри в ширину. Злегка або помітно вигнуті та голі гілочки мають стійкі прилистки. Вічнозелені філодії 1–3.5 см × 4–10 мм. З серпня по грудень A. bifaria утворює жовті кулясті суцвіття. Чорні насіннєві плоди, які утворюються після цвітіння, сильно вигнуті до двічі скручених, завдовжки ≈ 2 см й від 2 до 3 мм ушир, містять довгасте насіння.